# Броди (Зеленогурський повіт)
Броди (пол. Brody, нім. Groß Blumberg) — село в Польщі, у гміні Сулехув Зеленогурського повіту Любуського воєводства.
Населення — 732 особи (2011).
У 1975-1998 роках село належало до Зеленогурського воєводства.

## Демографія
Демографічна структура станом на 31 березня 2011 року:
|          | Загалом | Допрацездатний вік | Працездатний вік | Постпрацездатний вік |
| -------- | ------- | ------------------ | ---------------- | -------------------- |
| Чоловіки | 380     | 65                 | 282              | 33                   |
| Жінки    | 352     | 58                 | 224              | 70                   |
| Разом    | 732     | 123                | 506              | 103                  |